# Lucie Talmanová
Lucie Talmanová, née le 27 août 1967 à Prague, est une femme politique tchèque, par ailleurs épouse de Mirek Topolánek, ancien président du gouvernement tchèque, depuis 2010.
Elle se fit connaître du grand public pour avoir été la maîtresse de Topolánek durant plusieurs semaines, avant de donner naissance à un fils, alors que celui-ci fut encore marié à son épouse.

## Formation
Lucie Talmanová étudie la chimie à l'Université de Prague. En 1990, elle travaille dans un laboratoire de radiologie pour la compagnie Aquatest.

## Carrière politique
Elle entre en politique en juin 1991. Elle devient alors membre de l'ODS. À partir de 1994, elle est conseillère municipale à la mairie de Prague.
En 1998, Talmanová est élue députée. Elle conserve son mandat lors des élections de 2002 et de 2006, lorsqu'elle devient vice-présidente de la Chambre des députés.

## Affaire de mœurs
Lucie Talmanová défraie la chronique et gagne en visilibité publique à partir d'août 2006, lorsque sa liaison avec le président du gouvernement tchèque, Mirek Topolánek devient publique. Topolánek, pourtant encore marié à son épouse, s'installe avec sa maîtresse. Talmanová, en juillet 2007, accouche d'un fils, Nicolas. Le lendemain de la naissance de son enfant, Topolánek annonce son divorce.
Topolánek épousa le 3 juin 2010 sa compagne Lucie Talmanová.

## Référence
- Mladá Fronta Dnes, 18 janvier 2007